# Campionati mondiali juniores di skeleton 2011
I Campionati mondiali juniores di skeleton 2011, nona edizione della manifestazione organizzata dalla Federazione Internazionale di Bob e Skeleton, si sono disputati il 5 febbraio 2011 a Park City, negli Stati Uniti, sulla Utah Olympic Park Track, il tracciato sul quale si svolsero le competizioni del bob, dello slittino e dello skeleton ai Giochi di Salt Lake City 2002. La località sita nello stato dello Utah ha quindi ospitato le competizioni mondiali di categoria per la prima volta nel singolo maschile e in quello femminile.

## Risultati

### Singolo uomini
La gara si è disputata il 5 febbraio 2011 nell'arco di due manches e hanno preso parte alla competizione 18 atleti in rappresentanza di 9 differenti nazioni.
| Pos. | Atleti                    | Nazione     | Tempo   | Distacco |
| ---- | ------------------------- | ----------- | ------- | -------- |
|      | Alexander Kröckel         | Germania    | 1:39.72 |          |
|      | Evgenij Perle             | Russia      | 1:39.93 | +0.21    |
|      | Alexander Gassner         | Germania    | 1:40.32 | +0.60    |
| 4    | David Lingmann            | Germania    | 1:40.45 | +0.73    |
| 5    | Robert Derman             | Canada      | 1:40.68 | +0.96    |
| 6    | James Hoad                | Regno Unito | 1:40.96 | +1.24    |
| 7    | Silviu Alexandru Mesarosi | Romania     | 1:41.26 | +1.54    |
| 8    | Pavel Čujko               | Russia      | 1:41.60 | +1.88    |
| 9    | Corey Gillies             | Canada      | 1:41.66 | +1.94    |
| 10   | Travis Brockway           | Canada      | 1:41.81 | +2.09    |

### Singolo donne
La gara si è disputata il 5 febbraio 2011 nell'arco di due manches e hanno preso parte alla competizione 16 atlete in rappresentanza di 7 differenti nazioni.
| Pos. | Atlete            | Nazione     | Tempo   | Distacco |
| ---- | ----------------- | ----------- | ------- | -------- |
|      | Robynne Thompson  | Canada      | 1:42.38 |          |
|      | Elizabeth Yarnold | Regno Unito | 1:42.39 | +0.01    |
|      | Elena Judina      | Russia      | 1:42.71 | +0.33    |
| 4    | Laura Deas        | Regno Unito | 1:42.74 | +0.36    |
| 5    | Sophia Griebel    | Germania    | 1:42.88 | +0.50    |
| 6    | Tina Hermann      | Germania    | 1:43.40 | +1.02    |
| 7    | Ol'ga Nikandrova  | Russia      | 1:43.67 | +1.29    |
| 8    | Ol'ga Korobkina   | Russia      | 1:43.87 | +1.49    |
| 9    | Lena Joch         | Germania    | 1:43.92 | +1.54    |
| 10   | Jessica Palmer    | Stati Uniti | 1:44.12 | +1.74    |

## Medagliere
| Posizione | Nazione     | Oro | Argento | Bronzo | Totale |
| --------- | ----------- | --- | ------- | ------ | ------ |
| 1         | Germania    | 1   | 0       | 1      | 2      |
| 2         | Canada      | 1   | 0       | 0      | 1      |
| 3         | Russia      | 0   | 1       | 1      | 2      |
| 4         | Regno Unito | 0   | 1       | 0      | 1      |
| Totale    | Totale      | 2   | 2       | 2      | 6      |